# Anthon Grimsmo
Anthon Grimsmo, född den 5 juli 1968 i Oslo, Norge, är en norsk curlingspelare.
Han tog OS-brons i herrarnas curlingturnering i samband med de olympiska curlingtävlingarna 1998 i Nagano.